# Acuerdo de defensa mutua entre los Estados Unidos y el Reino Unido de 1958

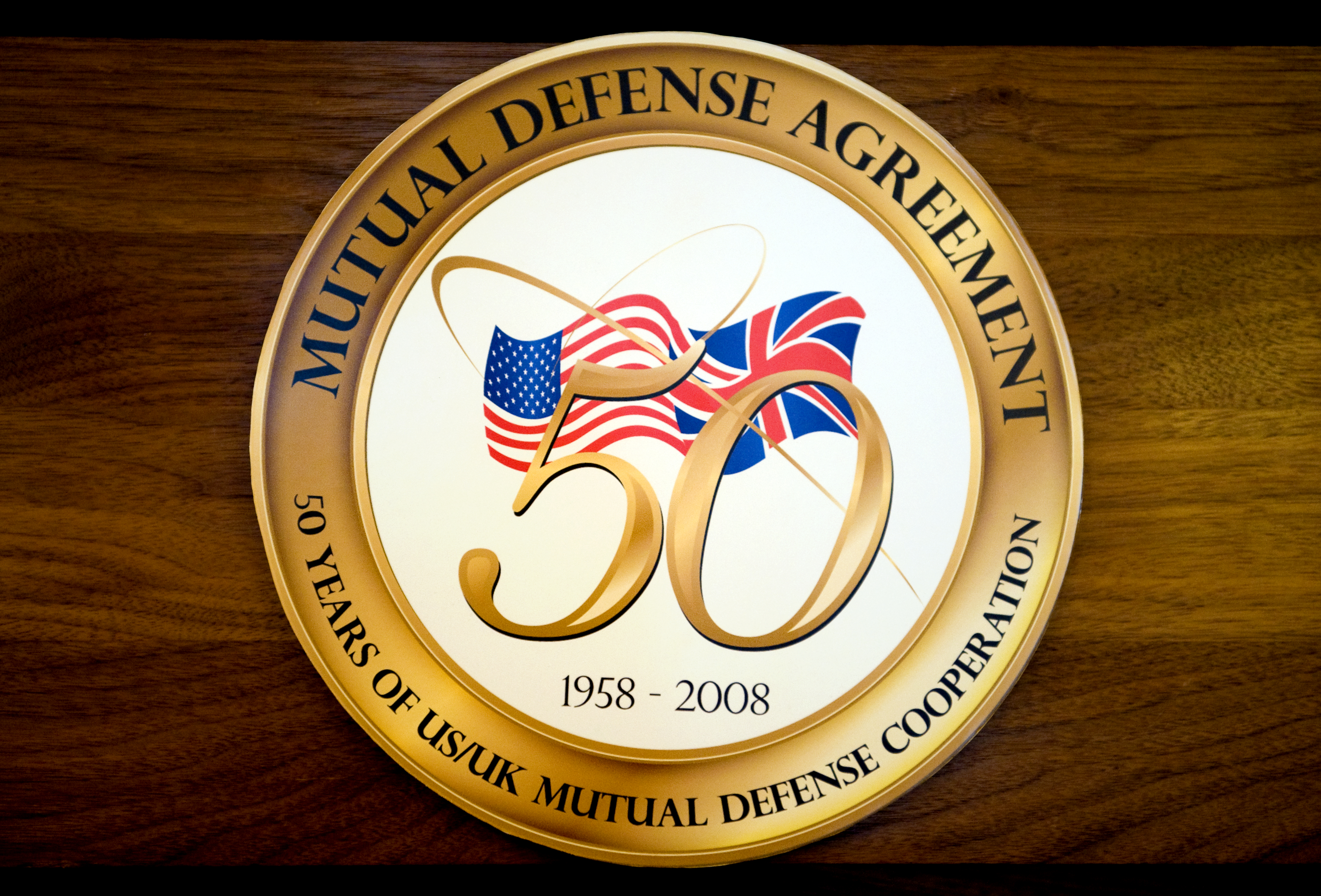
El Secretario de Defensa de Estados Unidos, Robert M. Gates, ofrece una recepción para conmemorar el 50.º aniversario del Acuerdo de Defensa Mutua entre Estados Unidos y el Reino Unido con el ministro de Defensa del Reino Unido, Des Browne, en el Departamento de Estado en Washington D. C., el 9 de julio de 2008.

El Acuerdo de Defensa Mutua de 1958 (en inglés US-UK Mutual Defence Agreement) es un tratado bilateral entre Estados Unidos y el Reino Unido sobre la cooperación en las armas nucleares.
El acuerdo se firmó después de que el Reino Unido probo con éxito su primera bomba de hidrógeno durante la Operación Grapple. Mientras que Estados Unidos tiene acuerdos de cooperación nuclear con otros países, entre ellos Francia y algunos países de la OTAN, este acuerdo es mucho más completo.

## Detalles del acuerdo
El acuerdo permite a los Estados Unidos y el Reino Unido el intercambio de información clasificada con el objetivo de mejorar el diseño de las armas atómicas, el desarrollo, fabricación y capacidad de cada uno. Esto incluye el desarrollo de planes de defensa; capacitación del personal en el uso y la defensa contra las armas nucleares, evaluación de las capacidades del enemigo; desarrollo de los sistemas de los reactores nucleares, la investigación, y el desarrollo y diseño de reactores militares. El acuerdo también prevé la transferencia de material nuclear especial (por ejemplo, plutonio, uranio altamente enriquecido, tritio), componentes y equipos entre los dos países, y la transferencia de "partes no nucleares de armas atómicas" para el Reino Unido.
El acuerdo abarca también la exportación de un submarino de propulsión nuclear y su planta de combustible de uranio enriquecido que se instaló en el Reino Unido siendo el primer submarino de energía nuclear, el HMS Dreadnought (S101).
El Reino Unido fue capaz de llevar a cabo ensayos nucleares subterráneos en el Nevada Test Site de los Estados Unidos, el primero teniendo lugar el 1 de marzo de 1962, a raíz de este acuerdo.
También hay cuestiones confidenciales de inteligencia cubiertas por el acuerdo. El gobierno británico no ha publicado estas secciones "debido a la gran necesidad de confidencialidad y porque...bien podría ayudar a la proliferación".
Este acuerdo sustituirá el anterior "Acuerdo para la cooperación en materia de información atómica para fines de defensa mutua" de 1955. Un Acuerdo separado llamado Polaris Sales Agreement fue firmado el 6 de abril de 1963.

## Asistencia al Reino Unido en el desarrollo de armas nucleares
Uno de los primeros beneficios del acuerdo era el de permitir al Reino Unido "anglicanizar" la ojiva nuclear norteamericana B28 como Red Snow para el Misil Blue Steel de 1961 el cual tenía un radio de explosión de 1 Kilotón. En 1974 una evaluación sobre la proliferación de la CIA señaló que en muchos casos la tecnología sensible del Reino Unido en los campos nuclear y de misiles se basa en la tecnología recibida de los Estados Unidos y no pueden ser legítimamente aprobados sin  el permiso de Estados Unidos.
El presidente de Estados Unidos autorizó la transferencia de "partes de armas nucleares" para el Reino Unido entre los años 1975 a 1996.
La Oficina Nacional de Auditoría del Reino Unido señaló que la mayor parte de los gastos en desarrollo y producción del Programa trident del Reino Unido se efectuaron ya que los Estados Unidos suministrarían "ciertas componentes relacionados con las ojivas". Algunos de los materiales fisionables de las ojivas Trident del Reino Unido fueron comprados a los EE. UU. y hay pruebas de que el diseño de las ojivas británicas Trident es similar, e incluso basadas en las ojivas norteamericanas W76 instaladas en algunos misiles Trident de la Armada de EE. UU. con datos del diseño y del modelo de explosión suministrados al Reino Unido.

## Intercambio de materiales nucleares
En virtud del acuerdo 5,37 toneladas de plutonio producidas en el Reino Unido fueron enviadas a Estados Unidos a cambio de 6,7 kg de tritio y de 7,5 toneladas de uranio altamente enriquecido durante el período 1960-1979. Otros 470 kilogramos adicionales de plutonio se intercambiaron entre los Estados Unidos y el Reino Unido por razones que permanecen clasificadas. Alguno del plutonio producido por el Reino Unido fue utilizado en 1962 por Estados Unidos para el único ensayo nuclear conocido de reactor de plutonio.
Del plutonio enviado a Estados Unidos se incluye el producido en los reactores civiles Magnox, para el que Estados Unidos aseguró que este plutonio de reactores civiles no sería utilizado en su programa de armas nucleares. Se utilizó en programas civiles que incluían producción de californio y en reactores de investigación. Sin embargo, el Reino Unido obtuvo material nuclear militar a cambio, por lo que a través de este trueque, centrales civiles del Reino Unido probablemente proporcionaron material para armas.

## Controversia
Debido a que el Reino Unido se basa en gran medida en la ayuda de Estados Unidos para mantener y desarrollar su arsenal nuclear, se han planteado preguntas sobre si este nivel de cooperación va en contra del Tratado de No Proliferación Nuclear. A pesar de ello, en el 2004 se concluyeron las negociaciones para prorrogar el tratado por 10 años hasta el 2014.